# Långan
Der Långan ist ein linker Nebenfluss des Indalsälven in Jämtlands län in Schweden.
Seine Quellflüsse sind der Långsån, der Oldån und der Fisklösån, die alle in den Oldfjällen im Skandinavischen Gebirge nordwestlich des Ortes Rönnöfors entspringen und den See Yttr Oldsjön speisen. An seinem Lauf befinden sich zahlreiche Wasserkraftwerke, unter anderem in Rönnöfors und Långforsen bei Landön in Offerdal. Der Långan fließt nach Osten, wo er nach 136 Kilometern westlich Lit in der Gemeinde Östersund in den Fluss Indalsälven mündet. Unter anderem fließt er durch den See Landösjön. Die Strecke von Landösjön bis zum Indalsälven nennt sich Nedre Långan und ist 36 km lang. Der Höhenunterschied des Nedre Långans beträgt 68 m.